# Покрытие рёбер циклами
Покрытие рёбер циклами (иногда просто покрытие циклами) графа — это семейство циклов, которые являются подграфами графа G и содержат все рёбра графа G.
Если покрывающие циклы не имеют общих вершин, покрытие называется вершинно непересекающимся или, иногда, просто покрытием непересекающимися циклами. В этом случае набор циклов составляет остовный подграф графа G.
Если циклы покрытия не имеют общих рёбер, покрытие называется рёберно непересекающимся или просто покрытием непересекающимися циклами.

## Свойства и приложения

### Покрытие Циклами Минимального Веса
Для взвешенных графов Задача о Покрытии Циклами Минимального Веса (ЗПЦМВ, англ. Minimum-Weight Cycle Cover Problem, MWCCP) является задачей поиска покрытия с минимальным суммарным весом по всем циклам покрытия.
Для планарных графов без мостов задача ЗПЦМВ может быть решена за полиномиальное время.

## Циклическое k-покрытие
Циклическое k-покрытие графа — это семейство циклов, которое покрывает каждое ребро графа G ровно k раз. Было доказано, что любой граф без мостов имеет k-покрытие циклами для любого чётного числа {\displaystyle k\geqslant 4}. Для случая k=2 это известная гипотеза о двойном покрытии циклами, являющаяся открытой проблемой в теории графов. Гипотеза о двойном покрытии циклами утверждает, что в любом графе без мостов существует набор циклов, который дважды накрывает каждое ребро графа.